# Douro (sous-région)
Pour les articles homonymes, voir Douro (homonymie).

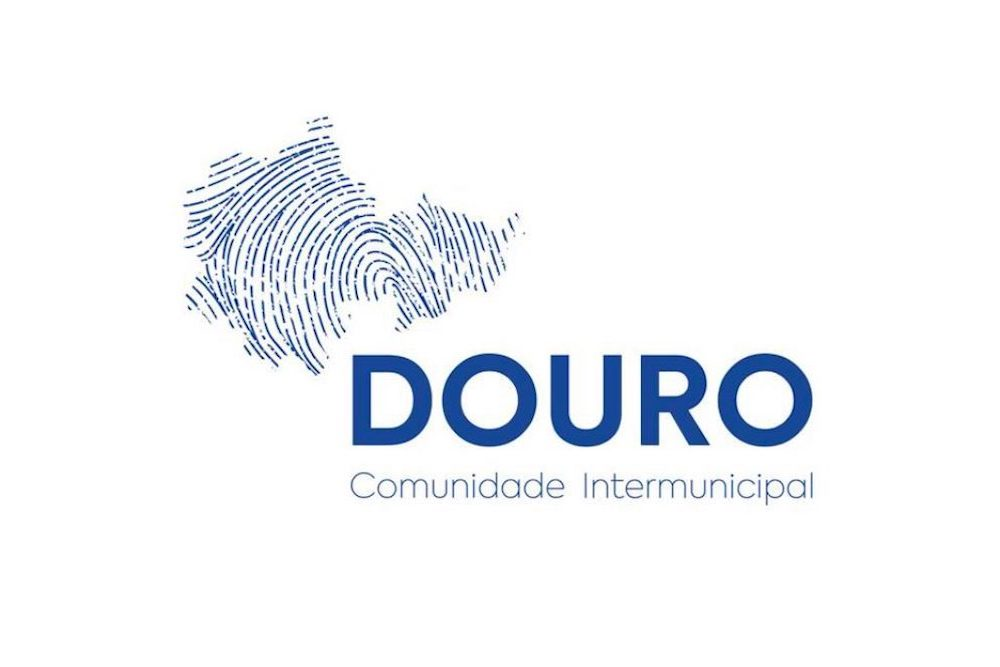
Logo de la communauté intermunicipale

Localisation du Douro

Le Douro (en portugais : Douro) est une des trente sous-régions statistiques du Portugal.

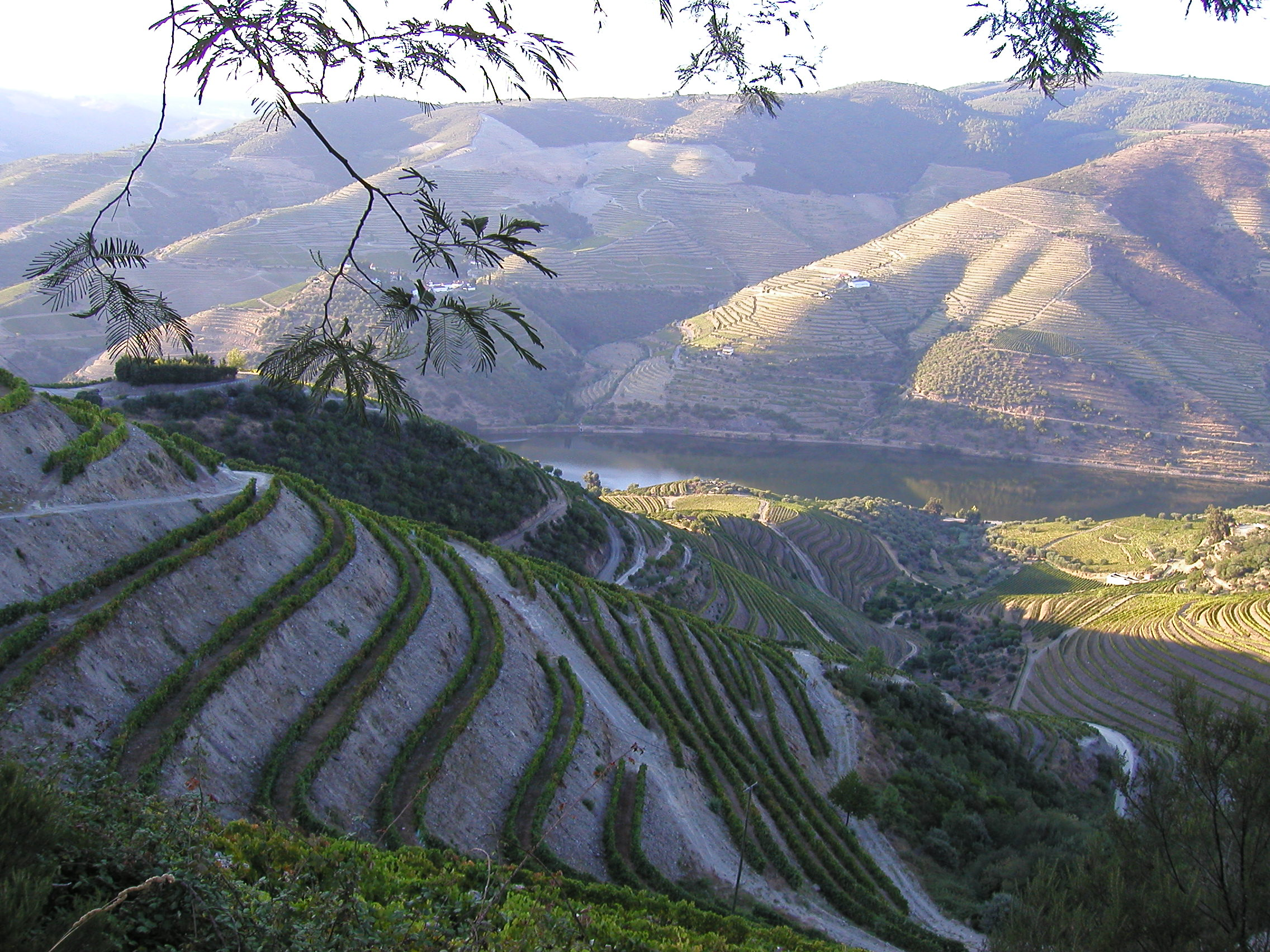
Les terrasses viticoles de la vallée du Douro

Avec sept autres sous-régions, il forme la région Nord.

## Géographie
Le Douro tire son nom du fleuve Douro.
Le Douro est limitrophe :
- au nord, du Haut Trás-os-Montes,
- à l'est, de l'Espagne,
- au sud, de la Beira intérieure Nord et du Dão-Lafões,
- à l'ouest, de la Tâmega.

## Données diverses
- Superficie : 4 112 km2.
- Population (2001) : 221 853 hab.
- Densité de population : 53,95 hab./km2

## Démographie
Entre un cinquième et un quart de la population de la sous-région est concentrée dans la municipalité de Vila Real, sur un territoire qui représente moins du dixième de la superficie de la sous-région.

## Subdivisions
Le Douro groupe 19 municipalités (conselhos ou municípios, en portugais) :
| Concelho                 | Superficie km2 | Population (2004) | Densité de population hab./km2 |
| ------------------------ | -------------- | ----------------- | ------------------------------ |
| Alijó                    | 297,57         | 13 942            | 46,85                          |
| Armamar                  | 112,24         | 7 318             | 65,20                          |
| Carrazeda de Ansiães     | 280,91         | 7 220             | 25,70                          |
| Freixo de Espada à Cinta | 244,49         | 4 014             | 16,42                          |
| Lamego                   | 166,71         | 27 054            | 162,28                         |
| Mesão Frio               | 26,85          | 4 652             | 173,26                         |
| Moimenta da Beira        | 219,75         | 11 053            | 50,30                          |
| Penedono                 | 132,70         | 3 378             | 25,46                          |
| Peso da Régua            | 96,12          | 17 987            | 187,13                         |
| Sabrosa                  | 156,45         | 6 835             | 43,69                          |
| Santa Marta de Penaguião | 69,98          | 8 400             | 120,03                         |
| São João da Pesqueira    | 267,56         | 8 367             | 31,27                          |
| Sernancelhe              | 231,42         | 6 150             | 26,58                          |
| Tabuaço                  | 135,72         | 6 501             | 47,90                          |
| Tarouca                  | 101,50         | 8 303             | 81,80                          |
| Torre de Moncorvo        | 532,77         | 9 408             | 17,66                          |
| Vila Flor                | 265,52         | 7 737             | 29,14                          |
| Vila Nova de Foz Côa     | 395,88         | 8 249             | 20,84                          |
| Vila Real                | 377,67         | 50 499            | 133,71                         |

| Districts | Concelhos                |
| --------- | ------------------------ |
| Bragance  | Carrazeda de Ansiães     |
| Bragance  | Freixo de Espada à Cinta |
| Bragance  | Torre de Moncorvo        |
| Bragance  | Vila Flor                |
| Guarda    | Vila Nova de Foz Côa     |
| Vila Real | Alijó                    |
| Vila Real | Mesão Frio               |
| Vila Real | Peso da Régua            |
| Vila Real | Sabrosa                  |
| Vila Real | Santa Marta de Penaguião |
| Vila Real | Vila Real                |
| Viseu     | Armamar                  |
| Viseu     | Lamego                   |
| Viseu     | Moimenta da Beira        |
| Viseu     | Penedono                 |
| Viseu     | São João da Pesqueira    |
| Viseu     | Sernancelhe              |
| Viseu     | Tabuaço                  |
| Viseu     | Tarouca                  |